# Vauvillers (Haute-Saône)
Vauvillers é uma comuna francesa na região administrativa de Borgonha-Franco-Condado, no departamento de Alto Sona. Estende-se por uma área de 9,5 km². Em 2010 a comuna tinha 657 habitantes (densidade: 69,2 hab./km²).